# アシュラマン
- キン肉マン > キン肉マンの登場人物 > 悪魔六騎士 > アシュラマン
- キン肉マンII世 > キン肉マンII世の登場人物 > アシュラマン

アシュラマンは、ゆでたまごの漫画『キン肉マン』およびその続編『キン肉マンII世』に登場する架空の人物。阿修羅をモチーフとしている。

## 主な特徴
初登場は、黄金のマスク編「驚異のリング!!の巻」。悪魔超人の上位に位置する悪魔六騎士のひとりでクモの化身超人だが、その出自は魔界の王族。3つの顔（怒り、笑い、冷血）と6本の腕を持ち、「阿修羅バスター」など普通の超人や人間には不可能な技を使う。悪魔将軍を除いた中では悪魔超人最強の呼び声も高いエース格。悪魔将軍からはサンシャインと共に悪魔超人界の首領格に指名されている。体色は原作とアニメ版『II世』では青もしくは黄緑だが、初代のアニメ版では肌色になっている。「カーッカッカッカ」と高らかに笑うのが特徴。
阿修羅バスターは後に「改良阿修羅バスター」「アルティメット・阿修羅バスター」と改良が続けられ、アシュラマンを代表する技となった。6本の腕は本来自分の腕ではなく、ちぎられても闘いの中で血に染めた超人や死者の腕を奪うことで再生できる。奪った腕をそのままにすることもあるが、自分の腕のように擬態することも可能。3つの顔は状況によって使い分けることができ、普段の「笑い面」は相手をいたぶって戦意喪失させる他、心理戦を仕掛ける時に使われる。「冷血面」は相手の弱点を見極め、無慈悲にもその部分を集中的に狙う。そして「怒り面」こそ最も本領を発揮する状態で、圧倒的なパワーで相手を完膚無きまでに叩き潰す。3つのマスクの下には、心の奥底に持つ美しい心を現した涙の素顔が隠されている。また、アシュラマン版火事場のクソ力である「魔界のクソ力」を秘めている。魔界での修行では何度もバッファローマンを完封しており、7人の悪魔超人からは恐れられている。
後の夢の超人タッグ編では魔界の王子（プリンス）であると明かされるが、これはアシュラマンが単なる悪い奴ではなく、キン肉マンに対抗できるだけのバックボーンを背負わせたかったとゆでたまごは述べ、それが最終的には3つの顔は仮面だったというところまで発展したという。夢の超人タッグ編では、悪魔超人最後の生き残りとして立ちはだかり、過去が明らかになると共に心の中に友情が目覚める。続編『キン肉マンII世』では正義超人に転身するが、それが悲劇に繋がる結果となった。
ゆでたまごは当初、「捨てキャラのつもりだったが、6本の腕を生かした技を考えるうちに愛着がわいてきた」、「動かすうちに思いのほかカッコよくなっていくキャラの代表格」と語る。また「アシュラマンは、正義超人の仲間に入るのですか」という質問に対し、「正義超人にはならないが、友情パワーの素晴らしさと正義超人の心意気を知り、好敵手のままだろう」と答えたことがある。一方、作画担当の中井義則はインタビューでたびたび描くのが難しいキャラクターとして挙げており、複数の腕と顔を持つアシュラマンとサタンクロスの対戦はもう絶対に描きたくないと語っている。
学研の図鑑『キン肉マン「超人」』では「魔族のなかま」の中の「アシュラ一族の超人」に分類されている他、自然現象類超人の中の「風・竜巻をあやつる超人」「雪・氷をあやつる超人」や、「感情を武器にする超人」にも分類されている。また、多腕超人のアシュラ一族は「昆虫のなかま」の中のクモの化身超人でもあり、口に水分を含みクモの巣を形成することができるのはその名残であるとされる。元は2本の腕しかなかったが、敵から奪う能力を身につけたことで頭角を現し、完璧超人ミロスマンの腕を得て4本腕の一族として魔界を席巻。特に王族は腕を6本に増やし、魔界を築いた悪魔将軍から魔界統治を委任されるに至っている。

## 『キン肉マン』でのアシュラマン

### 生い立ち
魔界のプリンスとして誕生したアシュラマンは、両親（アシュラマンの父とアシュラマンの母）の徹底した悪魔教育により、愛や友情を信じず出会うものすべてを憎むように教えられて育つ。学校に進んでも級友たちを痛めつけたため退学させられ、父が選んだ家庭教師のサムソン・ティーチャーに勉強と格闘技を教わることになる。アシュラマンはサムソンを尊敬していたが、サムソンが時折見せる優しさは理解できなかった。ある日、川に落ちて流されそうになったアシュラマンをサムソンが助け、サムソンの方が激流に流されてしまう。流されゆくサムソンから愛の大切さを説かれたアシュラマンは、見えなくなってゆくサムソンの姿に熱い涙を流す。

### 黄金のマスク編
悪魔将軍の命により、キン肉星を襲撃し黄金のマスクを強奪。それにより正義超人のパワーが減少し、銀のマスクを手に取り難を逃れたキン肉マンに挑戦状を叩きつけた。
ウォーズマンの体内の「五重のリング」における正義超人と悪魔騎士の団体戦において、「地獄めぐりNo.5・竜巻地獄」を司る悪魔騎士のひとりとしてテリーマンと戦った。テリーマンの両腕を奪い取り、キン肉バスターのコピー技・阿修羅バスターを何度もかけるが、テリーマンはバッファローマンの両腕などにより助けられ、やがて両者は場外へ。いち早くリングに戻ろうとしたアシュラマンだが、バッファローマンの両腕がもう一度テリーマンに貸し与えられたことで阻止され、両脚で押さえ付けられたまま場外20カウントで引き分けとなった。
アニメでは20カウント寸前にテリーマンが両脚を使ってアシュラマンを押さえ込み、共に場外へ落下（原作とは違いこの時バッファローマンの腕は出現しなかった）。リング下に叩き付け、引き分けとなった。その後、偽の黄金のマスクをキン肉マンに見せた後、ダメージにより気絶した。
ウォーズマンの体内から出た後、キン肉マンとウェザー・デスマッチで対戦。阿修羅3面のうち笑い面と冷血面を破壊され、怒り面となって「氷上バスター合戦」でキン肉マンのキン肉バスターを破るが、阿修羅バスターで唯一フックされていない首の部分から技を破られ、後のキン肉ドライバーへの足がかりとなる変形ツームストン・ドライバーを受けて敗北した。
その直後、悪魔将軍によって用意された剣で自ら首を刎ねることで処刑を受け、将軍のエネルギー源となる（ただし、この際に他の悪魔騎士同様に蘇生を受けている。そのため、後述のように鎧から出ることもできる）。
第2回超人人気投票では第9位にランク入りしている。

### 夢の超人タッグ編
悪魔将軍敗北後、鎧の破片から悪魔騎士サンシャインと共に脱出したアシュラマンは、キン肉マンたちからチームワークを奪うことで正義超人の友情にヒビを入れ、報復を企む。アニメでは同時に、呪術でトーナメントマウンテンを復活させていた。その後、サンシャインとはぐれ悪魔超人コンビとして宇宙超人タッグ・トーナメントに飛び入りし、ビッグ・ボンバーズ（カナディアンマンとスペシャルマン）を蹴散らして参加。再び正義超人に戦いを挑む。冠やコスチュームのデザインが変更されており、前掛けに変形させた地獄のキャンバスを身に付けている。
1回戦にてパートナー共に因縁があるニュー・マシンガンズ（テリーマンとジェロニモ）と対戦。試合終盤、ジェロニモを人質にとり、テリーマンに降伏の証として両肩のスター・エンブレムを差し出すよう要求し、それを呑ませて勝利するが、直後にジェロニモを新技・改良阿修羅バスターの餌食にする。なおも攻撃を続け、その暴挙を止めに入ったキン肉マングレート（プリンス・カメハメ）をもサンシャインの呪いのローラーに放り込み、致命傷を負わせた。
2回戦では完璧超人と共闘関係になり、マッスル・ブラザーズ（キン肉マンとキン肉マングレート〈テリーマン〉）とランバージャック・ゴンドラ・デスマッチで対戦する。サンシャインとのコンビネーションやリングの囲みに加わった第2試合出場の両チームによる自身の側に有利な行動、地獄のキャンバス展開などでマッスル・ブラザーズを苦しめるが、呪いのローラーに巻き込まれ右側3本の腕を失ってしまう。そのような状態にあっても、自らの過去を明かし悪魔超人としての信念を貫いた。しかしサンシャインの信念が揺らぎ、再びローラーに巻き込まれそうになるアシュラマンを救ったその行動に2度目の涙を流すことになる。ネプチューンマンに非難され、再び悪魔道を貫こうとするアシュラマンだったが、マッスル・ブラザーズの友情のコンビネーションに感服し、最後は自らゴンドラに飛び込み敗北を認める。試合終了後、ヘル・ミッショネルズ（ネプチューンマンとビッグ・ザ・武道）によって三面をはがされてしまう。その直後、正義超人からチームワークを奪う道具としての「呪いの人形」とその箱も、完璧超人に奪われた。
その後は魔界に戻り、療養しながら大会を観戦していたが、マッスル・ブラザーズとヘル・ミッショネルズの決勝戦において、2代目グレートの正体が公となった直後、会場に駆けつけ、テリーマンにスター・エンブレムを返却すると共に「正義超人の友情パワーが完璧超人の完璧パワーにも通用するのかを見てみたくなった」と告げる。テリーマンがキン肉マンに甘えていることを察した際には「友情の回復は自分で掴みにいかねば」と叱咤激励した。
アニメでは敗北後、友情決裂の原因が人形にあったことにキン肉マンたちが気づき、アシュラマンたちの仕業であったことが露見する。その際に「すまなかった、どうか許してくれ…」と涙ながらに謝罪し気絶。サンシャインと共に担架で運ばれていった。
第3回超人人気投票では第6位にランク入りしている。

### キン肉星王位争奪編
宇宙超人タッグ・トーナメント終了後は、正義超人と協調の関係をとる。キン肉星王位争奪サバイバル・マッチでは、キン肉マンソルジャーにスカウトされ残虐チーム（超人血盟軍）の一員となり、名古屋城にてキン肉マンスーパー・フェニックス率いる知性チームと対戦。
次鋒に選ばれたアシュラマンは先鋒ザ・ニンジャを破ったサタンクロスと戦う。サタンクロスの正体がかつての家庭教師・サムソンと判明し動揺するが、アシュラマンはサムソンをニンジャの仇と割り切り、気持ちを新たに勝負を挑む。持ち技全てを師であるサムソンに見抜かれ、苦戦しながらも阿修羅稲綱落としを変形させた新技・阿修羅∞パワーを繰り出すが、寄生虫サタンクロスがクッションとなったことでダメージを軽減される。直後にトライアングル・ドリーマーを食らうが、阿修羅∞パワーでサタンクロスもダメージを負っていたため、引き分けに終わる。その後、他のメンバーが死亡・消滅したため、二回戦終了時に敗れた超人血盟軍中唯一の生き残りとなる。
決勝戦のキン肉マンチームVS知性チームの先鋒戦キン肉マンvsサタンクロスの闘いでは、自身の装着物を利用してキン肉マンにディフェンドスーツを装着させる。この際に冠をとり螺髪を露出する場面があるが、読者の評判は悪く、ゆでたまごは「バッファローマンのスキンヘッドと並んで失敗だった」と述べている。後に怒り面、冷血面では別々の髪型に描き直された。
瀕死の超人の血を浴びないと通れない「血縄縛りの門」を通らせるため、自ら割腹してキン肉マンのスーツを血で染め、キン肉マンチームを進ませた後に吊り天井の下敷きとなって死亡した。しかし、決勝戦終了直後にキン肉マンのフェイス・フラッシュで、他のチームメイトと共に蘇った。
第4回人気投票では10位にランク入りしている。

### 完璧超人始祖編
キン肉マンの王位継承後、地球では正義超人・悪魔超人・完璧超人の間の三属性超人不可侵条約が結ばれ、アシュラマンは悪魔超人代表として条約に署名することになった。
悪魔将軍が超人墓場へ侵攻するのに伴い、アシュラマンは5人の悪魔六騎士と共に悪魔将軍のもとに再び集結する。超人墓場にて悪魔将軍が禁断の石臼を反時計回りに回し続けた結果、禁断の石臼は崩壊し、超人墓場と地上の現世が直結して悪魔六騎士が進入できるようになったため、悪魔将軍に続いて超人墓場への侵攻を開始した。テリーマンら正義超人を再び冷たく突き放しているが、敵対の意思はなくテリーマンらを完璧超人殲滅の巻き添えにすまいと考えている。
次元空間を通過し、アシュラマンの出身地である魔界にたどり着く。そこで完璧超人始祖の一人ジャスティスマンと交戦。ジャスティスマンの圧倒的なパワーとテクニックの前に苦戦するも死んだ悪魔超人たちの力が腕という形で宿り、押し返すことに成功した。アシュラマンはそのまま善戦したが、ジャスティスマンの必殺技の完璧・陸式奥義ジャッジメント・ペナルティを喰らい敗北した。6本の腕と3面を破壊される大ダメージを受けたが、辛うじて生存していた。また、倒された後も相手の罪を量るジャスティスマンの天秤は傾かず、このことは彼を少なからず動揺させ、「間違った方向に進んだ超人たちを滅ぼし地上をあるべき姿に正す」という自分たちの戦いに疑念を抱かせるに至った。

### オメガ・ケンタウリの六鎗客編
魔界の宮殿にて、腕と顔に包帯を巻いた姿でトレーニングに励むシーンが描かれており、大魔王サタンの張った結界に閉じ込められた際に、地上への扉が封印されたことを感知している。その後、関ヶ原でジャスティスマンが実体化したサタンを粉々に砕いて勝利したことで、結界は解除された。

### 新シリーズ
オメガ・ケンタウリの六鎗客編の後の新シリーズでは、魔界の衛兵からの報告でサムソン・ティーチャーが無断で魔界から出たことを知り、ソ連（現リトアニア）シャウレイの十字架の丘でサムソンがサタンクロスとして超神ザ・ナチュラルと対戦している最中に、その場に到着して対戦を見守る。ナチュラルに敗北して十字架に磔にされたサムソンを救助しようとするが、既に致命傷を負っていたサムソンにナチュラルとの戦いが最後の特別講座の授業だと告げられて涙を流し、超人界の未来を託すと告げたサムソンが息を引き取った直後にバッファローマンとザ・ニンジャが到着し、キン肉アタルから超神たちに対抗するために今こそ“血盟の理念”を示すべきだと告げられ、超人血盟軍を再結成・再加入する。そして、地上と天界を繋ぐ道であるバベルの塔へ入れる8個のカピラリアの欠片を持つ8人の超人に自身も立候補し、ザ・マンが出現させたバベルの塔への道を辿る。
バベルの塔の1階の神の掌リングでリアル・ディールズの先鋒として名乗り出たジェロニモに対して、1階で負ければバベルの塔の上へあがる階段への道が全て閉ざされるとあってジェロニモの先鋒行きに反対するが、サンシャインがジェロニモを推挙したことで、渋々承諾する。そして、ジェロニモが超神ジ・エクスキューショナーに勝利した後、「お前にしてはよくやった」とジェロニモを認める発言をする。その後、エクスキューショナーが語った調和の神の目的が108番目の神の席に座る資格のある超人の選抜にあったと聞くと、神の席の椅子取りゲームに参加するためにサンシャインと共にリアル・ディールズから離れて、バベルの塔の上層階への階段を昇った。
サンシャインと二人きりになった本当の理由がサムソンを殺したナチュラルへの復讐を果たすためであり、殺しを目的とした闘いを許容し理解できるのはサンシャインだけだと彼に語って、その真意に気づいていたサンシャインと共にバベルの塔4階のリングでナチュラルと相対する。同じ階で待ち構えていた超神ザ・バーザーカーとナチュラルのタッグ「モデスティーズ」を相手にサンシャインと「はぐれ悪魔超人コンビ」を再結成して、試合を開始する。試合で致命傷を負ったサンシャインの最期の頼みで「地獄のコンビネーションFinal 竜巻砂塵地獄」を放ってサンシャインとナチュラルが相打ちになった後、バーザーカーと一騎討ちになる。そして、悪魔六騎士の腕となった新型の阿修羅バスターでバーザーカーに勝利し、バーザーカーに認められてバベルの塔の最上階に転移していった。最上階で他のリアル・ディールズのメンバーと再会した後、宇宙の調和を保つために資質のない超人は人間にするというザ・ワンの考えが悪魔超人の思想と合致していることから賛同し、サンシャインの砂がザ・ワンを指し示したことからリアル・ディールズを離れ、ザ・ワン側に付く。
人気投票企画「キン肉マン超人総選挙2013」では6位、「キン肉マン超人総選挙2015」では9位、「キン肉マン超人総選挙2017」では9位、「キン肉マン超人総選挙2019」では9位、「キン肉マン超人総選挙2021」では、第11位にランクインしている。

### 主要対戦成績
- シングルマッチ
  - △テリーマン（両者リングアウト）
  - ×キン肉マン（変形ツームストン・ドライバー）
  - △サタンクロス（両者ノックアウト）
  - ×ジャスティスマン（ジャッジメント・ペナルティ）
- タッグマッチ
  - ○ニュー・マシンガンズ（テリーマン / ジェロニモ、試合放棄）
  - ×マッスル・ブラザーズ（キン肉マン / キン肉マングレート、マッスル・ドッキング）
  - ○モデスティーズ（ザ・バーザーカー/ ザ・ナチュラル、阿修羅バスター）
- 団体戦
  - ×知性チーム（0勝2敗1引き分け）

## 『キン肉マンII世』でのアシュラマン
キン肉マンが王位を継承し、超人界と人間界に平和が戻ったため魔界に帰ったアシュラマンは、恋人・イボンヌと結婚して息子・シバをもうける。
自分が流血を好む悪魔超人であったことを隠し、シバを正義超人として育てていた。シバは次世代の正義超人として順調に育っているかに見えたが、アシュラマンが封印していた悪魔超人時代の血生臭い装着物を発見したことで、悪魔としての血が目覚め殺生癖を持つようになる。以後は虫や小動物を殺して自室に隠したり、盗み出した悪魔超人時代のアシュラマンの衣装に血を捧げるなどの奇行が現れ始め、さらには罪もない虫や小動物を殺すことを止めさせるべく注意した母・イボンヌを一時の感情から阿修羅バスターで殺害するに至り、シバは完全に悪魔超人として目覚めてしまった。シバがイボンヌを惨殺した現場に駆けつけたアシュラマンは、息子を粛清するため涙を飲んでアルティメット・阿修羅バスターで殺害する。シバとイボンヌが命を落とした結果に責任を感じ、魔界の王子であった自分が正義超人に宗旨替えしたことがこの悲劇を招いたと悔いて、息子と妻への償いとして悪魔超人として返り咲く。
『キン肉マンII世』本編にあたる時代では既に50代となり老いが隠せなかったが、恐怖の将（悪魔将軍）のジェネラル・ストーンによって肉体を再生させ、ミートを再び人質に取った悪魔超人軍団の新星・悪魔の種子（デーモンシード）No.6再生（リボーン）アシュラマンとして、新世代正義超人の前に現れる。肉体は若い力を取り戻し、頭脳はベテランの老獪さを保ったままである。B-エボリューションズ（スカーフェイスとケビンマスク）との戦いでは、効率の良いトレーニングで得た超人強度1000万パワーに対し同じ1000万でも血の滲む努力で得た1000万パワーの凄みと矜持と6本腕を活かした新たな戦法で、ボルトマンと共に個人的な強さと共にタッグチーム・ザ・デモリッションズとしての強さも見せつけ圧勝。スカーフェイスにアルティメット・スカー・バスターをかけられるがこれを破り、逆にアルティメット・阿修羅バスターに切り返すことで勝利する。その後、ザ・坊ちゃんズ（キン肉万太郎とケビンマスク）との対戦の際にはかつての好敵手・キン肉マンとも再会を果たし、嬉しそうな表情を見せた。ケビンマスクの奮闘によりボルトマンが倒れ、万太郎と一騎討ちとなる。死闘の末にアルティメット・阿修羅バスターに捕らえるが、スグルに対して見せた万太郎の「恐怖の涙」を見て、その姿に息子シバを重ね号泣。その間隙を突かれ「マッスル・G」により敗北した。
試合終了後、悪魔側が負けたにもかかわらず恐怖の将がミートの頭部を奪い転生しようとするが、あまりにも卑怯なやり口を見てアシュラマンはそれを阻止。恐怖の将から悪魔超人であるかと問われ、「自分は悪魔超人であり人間界の支配を最終目的としているが、あくまでもルールに則った上で正義超人と闘い、勝てば権利が成就するが負ければ潔く身を引く」という姿勢を主張するが聞き入れられず、ジェネラル・ストーンを奪われ元の老いた姿に戻されてしまう。恐怖の将は、老いた姿に戻ったアシュラマンを嘲笑いながら消滅していった。
ミートの無事生還に安堵したような表情を見せた直後、昔からの仲間・サンシャインに「悪魔にも友情はある」と再度教えられ、好敵手としての正義超人打倒を夢としながら、共に去っていった。
ゆでたまごは本来ならばバッファローマン同様、キン肉星王位争奪編でベビーターンさせても良かったが、悪の化身として正義超人を苦しめたアシュラマンというキャラクターをこのまますんなり宗旨替えさせてしまうには惜しいと思い、『キン肉マンII世』では子殺しという重い十字架を背負わせて再び次世代の正義超人の前に立ちはだからせたと語っている。
究極の超人タッグ編では作者ゆでたまごは「はぐれ悪魔コンビも出したかったんだけど、このふたりを出しちゃうと豪華すぎて万太郎たちが太刀打ちできなくなる」と語っており、宇宙超人タッグ・トーナメントの続きにあたる部分からは終始登場しない。
第4回キャラクター人気投票では第10位にランク入りしていた。

### 主要対戦成績
- タッグマッチ
  - ○B-エボリューションズ（スカーフェイス / ケビンマスク、地獄のコンビネーションΩ）
  - ×ザ・坊ちゃんズ（キン肉万太郎 / ケビンマスク、マッスル・グラヴィティ）

## 番外編・読切作品でのアシュラマン
「マッスル・リターンズ」では、ロビンマスク対BUKIボーイの試合を観戦。同じく観戦していたブロッケンJr.には「何か予感がする」と語っていた。
『ジャンプスクエア』創刊6周年記念にちなみ、超人総選挙2013で第6位を獲得したアシュラマンをメインに据えた「超人血盟軍、結成秘話」ではザ・ニンジャと共にキン肉マンソルジャーを認めておらず、キン肉星王位争奪サバイバル・マッチ参加の真意を探るためにソルジャーと対決する。阿修羅バスターをソルジャーに破られ、反撃された際に建物が損壊し瓦礫の下敷きになるが、バッファローマンたちが身を挺して庇ったことで命を救われる。その後、ソルジャーが放ったフェイスフラッシュにより治癒された。ソルジャーが欲望から王位を狙っているわけではないことを悟り、協力を約束する。劇中でソルジャーの正体に勘づいた様子を見せるが、ソルジャーに「言うな、それ以上は」ととどめられたため最後まで口にすることはなかった。

## 劇場版でのアシュラマン
劇場版『逆襲!宇宙かくれ超人』では、正義超人に敗れた悪魔超人としてハイドラキングによって蘇生され、ニューアシュラマンにパワーアップ。衣装が異なるほか、右腕が工具に変更されている。かくれ超人軍として登場するが、ハイドラ星にてテリーマンに倒されている。

## 得意技

### シングル技
阿修羅バスター（アシュラバスター）
別名「トリプルキン肉バスター」。キン肉バスターと同様の技だが、4本の腕で両脚（腿と足首）、2本の腕で両腕を固め、キン肉バスターより脱出困難な上に足首折りとチキンウイングの効果を得ているため威力で勝ると解説される。
キン肉バスター同様に、首のフックが甘いという弱点があり「ネックエスケープ」で破られた。キン肉星王位争奪編ではザ・ニンジャの作ったからくり肩当でこの欠点が解消されている。また、着地点がマット以外の柔らかい砂場や雪上、ロープ上では威力は相当落ちる。
キン肉バスターを見たのがきっかけで開発されたといわれており、キン肉マン（アニメではバッファローマン）はこの技を「キン肉バスターを基に作り出したコピー技」だと発言している。しかし元々はアシュラマンが幼少時にサムソンから教わった技であり、『キン肉マンII世』ではアシュラマンに似た過去の悪魔超人も、似たような技（敵の頭が自分の頭の上にきており、兜の突起が首の裏に刺さるようになっている）を使用している。
ザ・バーザーカーとの試合では、生やした悪魔六騎士の腕のうち、ジャンクハンドで胸、サンシャインハンドで頭を固定することで脱出不可能な技に昇華した。
改良阿修羅バスター（かいりょうアシュラバスター）
阿修羅バスターの改良型で、首のフックが甘い弱点を克服した技。2本の腕で両足首、2本の腕で両腕、残った2本の腕で相手の頭部を両サイドから挟み、インパクトの瞬間に相手の脳天をアシュラマンの兜の突起で砕く。
『キン肉マンII世』では、首に意識が集中するあまり技の威力が落ちてしまう欠点が指摘されている。
アルティメット・阿修羅バスター
通常の阿修羅バスター同様、6本の腕で相手の両腕・両脚を固めた後、さらに両脚を跳ね上げて首もフックする阿修羅バスター。阿修羅バスターと改良阿修羅バスターの欠点を克服した最強の阿修羅バスターで、絶大な威力を誇る。かつて息子のシバを死に至らしめたことで、再び悪魔超人に戻る切っ掛けとなった技である。
スカーフェイスの「アルティメット・スカー・バスター」よりも、より究極に近い美しさと破壊力があるということでこの名が付けられた。
ブラッドユニット阿修羅バスター
相手の頭部のみを固定した上2本の腕を、残りの4本の腕で支えるようにし、技の威力を全て脳天に集中させる阿修羅バスター。ジャスティスマンにより改良阿修羅バスターを破られた際、とっさに繰り出した。

竜巻地獄（たつまきじごく）
6本の腕を高速で振り回し、竜巻を起こす技。2つ同時に発生させて相手を空中に舞い上げ、阿修羅バスターを決める時にも使われた。腕が2本傷ついても残り4本で竜巻を起こせるが、威力は落ちる。雪のある場所で、身体全体を回転させて雪の渦巻きを作り出すバージョン「新雪地獄」も存在する。ジャスティスマン戦で他の悪魔超人たちの腕を借りた際は威力が増した。元はサムソン・ティーチャーより教わった技だったが未完成なものであったため、錬度を積んで今の形にしたという。アニメでは、かまいたちのようにリングを切り裂くバージョンもある。
連撃竜巻地獄（れんげきたつまきじごく）
竜巻地獄を連続で放ち、3つの竜巻を発生させる。

ウォーターロープ
口に貯めた雨水をロープ状の水流に変化させる。キン肉マンとのウェザー・デスマッチでクモの巣状のリングを張った他、転落を防ぐためにも使用した。
阿修羅魚雷（アシュラぎょらい）
身体を錐揉み回転させながら出すフライングパンチ。
雪花大輪咲き（せっかだいりんざき）
空に投げた灰を雪の結晶にし、大雪を降らせてリングを雪に覆われたスノーリングへと変える。
トリプルボディスラム
「シックスハンドボディスラム」とも。6本の腕で繰り出すボディスラム。通常の超人によるボディスラムの3倍の威力を持つと自称。
地獄のキャンバス
アシュラマンがコスチュームの一部としていた、死亡した悪魔超人たちの血と汗が染み付いたキャンバスを広げることにより、悪魔超人の亡霊を呼び出す。アシュラマンいわく「悪魔超人最高の奥義」。
阿修羅稲綱落とし（アシュラいづなおとし）
相手をフルネルソンに捕らえ上空にジャンプ、真っ逆さまに落下する相手の足の上にダブル・ニードロップの体勢で膝を乗せ、全体重をかけてキャンバスに激突させる技。
バランスが悪いため、落下する際に上下をひっくり返されやすい（仕掛ける側と仕掛けられた側が入れ替わる）のが欠点。これを「数字の8の如く」と例えられている（「8」は上下対称）。またサタンクロスとの戦いでは一切ロックされていないため容易に外されてしまう点も指摘されている。
『キン肉マン』ではザ・ニンジャから託された肩当を膝に付けることで肩当から突き出した突起が相手の足をロックし、その後は膝の骨を変形させることで相手の足をフックしやすいように改良された。『キン肉マンII世』で使用した際は「阿修羅地獄芸」のひとつとされ、両膝から骨が突き出し相手の両脚をロックする描写がある。
阿修羅∞パワー（アシュラムゲンダイパワー）
「∞稲綱落とし」「阿修羅稲綱落とし∞パワー」とも。「阿修羅稲綱落とし」の体勢を横向きにし、お互いの足を中心として回転して無限大のパワーで相手を壁に激突させる技。横向きの場合はバランスがよいため、体勢を入れ替えられることがないと解説される。「8」を横向きにすると「∞」になる旨も発言されている。この技でサタンクロスを相打ちに持ち込んだ。

阿修羅・蓮華打ち（アシュラ・レンゲうち）
一番上の手で敵の顔に一打を放ち、それを防御した敵の腹部に下二つの手で打ちこむ技。PlayStation 2などのゲームでは6本の腕で繰り出す掌底のコンビネーション攻撃として登場。
阿修羅六道蓮華（アシュラりくどうれんげ）
6本の腕からストレート、フック、アッパーと打ちこむ技。6本の腕の複雑な動きによりパンチの出所が判らず相手を惑わす。
阿修羅金剛絡み（アシュラこんごうからみ）
うつ伏せに倒した相手にクロス・フェイスロックを仕掛け、さらに下2本の右腕で相手の右腕をアームロック、残りの2本の左腕で相手の両脚を交差させた逆エビ固めに捕らえる。6本の腕と両脚を最大限に駆使し五体を固める強力な関節技。
波羅蜜多ラリアット（ハラミッタラリアット）
3本の腕を絡ませて1本の太い腕とし、強烈なラリアットを放つ。
涅槃ツイスト（ねはんツイスト）
仰向けの相手に膝十字固めとドラゴンスリーパーを同時に掛ける関節技。
魔界鳴辣封（まかいオラップ）
ケビンマスクの必殺技OLAPを相手にかけ、残りの2本腕で頭を押さえつける技。そのまま場外へと飛び出し、壁に激突させることもできる。万太郎いわく、飛び上がる以前の状態はケビンのOLAPに劣る。
地獄の断頭台（じごくのだんとうだい）
元は悪魔将軍の必殺技（フェイバリット）、通称「“魔性の一撃”」。自ら片脚をわざと切断し、サタンより大量のジェネラルストーンを受け取ることで、悪魔将軍と同じダイヤモンドの脚ダイヤモンドストーン・フットを得た時に使用。万太郎は掌で押しのけようとしたが、触れたとたんその鋭い向こう脛で切られてしまった。威力はあるが、膝から上が将軍本人の体でないため隙が大きく、最終的には万太郎に破られた。
一念三千手刀
波羅蜜多ラリアットの要領で、三本の腕で三連の刀を作り出す。
曼荼羅腕
両腕を伸ばす技。アルティメット・阿修羅バスターから逃げようとする万太郎を捕獲。
頭寸尺変え
怒り面の状態で（他の面でできるかは不明）、口を大きく開け、一気に閉じることで自らの歯を砕くことでスペースを作り、頭の大きさを結果的に縮める技。アルティメット・スカーバスターを破る。
アングリースープレックス
上2本の腕でネックハンギングツリー、残り4本の腕で相手をかんぬきに捕らえて後方にジャンプして繰り出すスープレックス。

### タッグ技
地獄のコンビネーション
悪魔超人同士で行うコンビネーションの総称。PARTI〜PARTIVははぐれ悪魔超人コンビのツープラトンで、β、Ωはザ・デモリッションズのツープラトン。
地獄のコンビネーションPARTI（パートワン）
はぐれ悪魔超人コンビのツープラトン。空中でロメロ・スペシャルに捉えた相手ごと落下し、地上でサンシャインがロメロ・スペシャルで吊り上げている相手のパートナーに衝突させる。
魔界の死刑執行法
PARTIの変則技。相手の右胸に巨大な針を置き、お互いの心臓を貫かせる。
地獄のコンビネーションPARTII（パートツー）スカル・キャスタネッツ
はぐれ悪魔超人コンビのツープラトン。2人同時に相手の頭部目掛けてドロップキックを放つ。
地獄のコンビネーションPARTIII（パートスリー） スカイハイ・クラッシュ
はぐれ悪魔超人コンビのツープラトン。アシュラマンが相手を持ち上げ、さらにサンシャインがアシュラマンごと持ち上げて相手を天井に突き刺す。
地獄のコンビネーションPARTIV 阿修羅火玉弾（パートフォー アシュラかぎょくだん）
はぐれ悪魔超人コンビのツープラトン。サンシャインの呪いのローラーにアシュラマンが飛び込み、最大限のスピードで回転するローラーのパワーで弾き出されることにより、相手目掛けて頭から高速で飛んでいく。ジャスティスマン戦ではコーナポストとロープを利用し一人で使用した。
地獄のコンビネーションFinal 竜巻砂塵地獄（ファイナル たつまきさじんじごく）
はぐれ悪魔超人コンビのツープラトン。砂礫状になったサンシャインをアシュラマンの竜巻地獄にのせて、敵を竜巻に閉じ込め、砂で削り倒す。さらに竜巻砂塵地獄ブーストショットで勢いを増し、ザ・ナチュラルを撃破した。
サンシャインの犠牲で成り立つこの技は、実際のプロレスで橋本真也と小川直也がタッグを組んだ際に使用した「俺ごと狩れ」が発想のヒントになっている。
地獄のコンビネーションβ
ザ・デモリッションズのツープラトン。ボルトマンが相手を空中でエクスプロイダー、アシュラマンはトップロープ上でもう一方の相手をパワーボムに捕らえて相手同士をぶつける技。
地獄のコンビネーションΩ
ザ・デモリッションズのツープラトン。相手を逆さまの体勢にして掴み、そのまま自分の体を反り、ボルトマンの胸に開いた魔の四角窓（ファタールスクエア）に相手を足から放り込む。放り込まれた相手は超強力な電子レンジに入れられたような状態で、肉体が沸騰し消滅してしまう。

地獄の砂団子
はぐれ悪魔超人コンビのツープラトン。ボール状の砂に変形したサンシャインの一部をアシュラマンが相手に投げつけ、着弾した瞬間サンシャインが相手にサブミッションを仕掛ける。作中では3つの砂団子に分かれており、一投目では首なし上半身がチョークスリーパーを決めて二投目の下半身では更に足四の字を決め、残った頭部でカットに入ろうとしたジェロニモの首筋に噛み付いて阻止した。
地獄のクロスライン
はぐれ悪魔超人コンビのツープラトン。名称はアニメより。相手をコーナーに振り、サンシャインがアシュラマンの腕を取り放つクロスライン。
サンシャイン・マグナム
はぐれ悪魔超人コンビのツープラトン。サンシャインの身体を背中からパンチで打ち抜き、円柱を弾丸のように発射する。
キャノン・ボール
はぐれ悪魔超人コンビのツープラトン。サンシャインがアシュラマンの腕に巻き付き、巨大な球体に変化したもの。敵を殴りつける。
悪魔霊術将軍復活
はぐれ悪魔超人コンビのツープラトン。悪魔将軍の体の2つの部分（両脚、両腕）に変化して攻撃する。かつてアシュラマンたちが将軍のボディを構成していたことに由来。将軍の五体が揃っていないため、地獄の断頭台などの威力は大きく落ちる。
砂塵迷宮投げ（さじんめいきゅうなげ）
はぐれ悪魔超人コンビのツープラトン。サンシャインが空中でアシュラマンの両手首をつかんで投げ飛ばし、その勢いでアシュラマンが相手にクロスチョップを叩き込む。
デモリッション・ジャーマン
ザ・デモリッションズのツープラトン。竜巻地獄で相手を宙に飛ばし、自分も飛び上がり相手を後方から4本の腕で掴み、同じく上昇したボルトマンに持ち上げられることで何倍もの加速を付けたジャーマン・スープレックス。
プレッシャー・クッカー
ザ・デモリッションズのツープラトン。相手を空中でパワーボムに捕らえて落下、ボルトマンがもう1人をジャーマンスープレックスに捕らえて落下し両者の頭部をキャンバスに激突させる。
八万地獄落とし
ザ・デモリッションズのツープラトン。肩車の体勢でコーナーポストの最上段に乗り、ボルトマンが相手をフランケンシュタイナーで投げると同時に体を回転させキャンバスに叩きつける。

## プロフィール
- 種別 - 悪魔超人→正義超人→悪魔超人
- 出身 -  インド[31] / 魔界[4]
- 身長体重 - 203cm 200kg[4]
- 血液型 - A型[32]
- スリーサイズ - B145 W95 H100[32]
- 超人強度 - 1000万パワー[4]
- 誕生日 - 8月8日[33][注 3]
- 年齢 - 22歳[34]、『II世』時58歳[35]
- 家族 - 父母、妻 イボンヌ、息子 シバ

### 異名
- 魔界の王子（プリンス）[36]
- 人マネ盗作ヤロー[37]
- シューティング（真剣勝負）マシーン[38]
- 戦い好みの鬼の神[39]
- マットに開いた悪の花[39]
- ミスターデーモン[40]
- 悪魔超人界の最高傑作[41]
- 魔界最後のプリンス[42]
- 伝説の最強悪魔超人[43]
- 悪魔の王族[43]
- 老獪なる知将[43]
- 悪魔界のおぼっちゃま[43]
- 魔界を牛耳る蜘蛛の化身[43]
- 伝説の悪魔[43]
- 悪魔界の貴公子[43]

### 主な肩書き
- 悪魔六騎士（地獄の六騎士）
- 超人血盟軍・次鋒

### 個人タイトル歴
- 超人ランバージャック選手権[44]
- 残虐超人ヘビー級[44]
- 悪魔超人カーニバル優勝 ('79)[44]

## テーマソング
阿修羅地獄
歌 - GAKURO / セリフ - 郷里大輔 / 作詞 - 森雪之丞 / 作曲 - 芹澤廣明 / 編曲 - 松井忠直

## 声優
郷里大輔
- テレビアニメ『キン肉マン』
- 『キン肉マン ジェネレーションズ』シリーズ
- 『キン肉マン マッスルグランプリ』シリーズ
- テーマソング
- パチスロキン肉マン
- CRぱちんこキン肉マン

山口健
- テレビアニメ『キン肉マン キン肉星王位争奪戦』

平松晶子
- テレビアニメ『キン肉マン キン肉星王位争奪戦』（少年時代）

大友龍三郎
- CRぱちんこキン肉マン〜夢の超人タッグ編〜

神谷浩史
- テレビアニメ『キン肉マン 完璧超人始祖編』

アニメではアシュラマンの顔が変わる際、声質も変えて演じられていた。

## コンピュータゲーム
『キン肉マン コロシアムデスマッチ』では3人の敵キャラクターの1人として登場する。
『キン肉マン マッスルタッグマッチ』では、8体のプレイヤーキャラクターの内の1人としてが登場している。足が速い。必殺技は「アシュラバスター」。
『キン肉マン ジェネレーションズ』など『キン肉マンII世』以後のゲームでは、タッグチームを組むキャラクターによっては特定のチーム名が付けられる。
- はぐれ悪魔超人コンビ - サンシャイン
- 超人血盟軍 - バッファローマン
- 悪魔学舎コンビ - ブラックホール
- 悪魔大帝コンビ - 悪魔将軍
- 悪魔主従コンビ - ゴールドマン
- ソルジャーチーム - キン肉マンソルジャー（キン肉アタル）

はぐれ悪魔超人コンビを除いてはゲーム独自の名称である。
『キン肉マンII世 超人聖戦史』では『黄金のマスク編』終了後、主人公の正悪を示す属性ゲージが一定値なら仲間にできる。主人公が選んだルートにより扱いが分かれる。以下にそれを示す。
正義ルート
原作同様。黄金のマスク編における対抗戦にて闘うことになる。
ソルジャールート
キン肉星王位争奪編にて主人公がソルジャーチームに加入するとチームメイトとして自動的に仲間になる。

中立ルート
原作同様。「黄金のマスク編」における対抗戦にて闘うことになる。
『キン肉マン マッスルグランプリ』では黄金のマスク編でのコスチュームの他に、2Pカラー（同じキャラクター同士で対戦するための「色違い」キャラクター）として夢の超人タッグ編のコスチュームが登場する。『マッスルグランプリ2』ではテリーマンと悪魔超人の腕を奪った状態のアシュラマンが追加されている。
なお、『キン肉マンII世 新世代超人VS伝説超人』でも当初は登場予定で東映アニメーションに設定画まで発注されていたが、腕が6本であるため他の超人に比べて作業量が倍以上かかり、ゲーム全体への負担もかかるということでお蔵入りとなった。

## ものまね
- お笑いコンビタカアンドトシのタカは郷里大輔の演じるアシュラマンの笑い声を声真似をし、『FNS27時間テレビ!! みんな笑顔のひょうきん夢列島!!』ではコスプレで出演している。この出演は当初はキャラクターの使用許可が下りず、原作者のゆでたまごから出された「体の色は原作の青色」といった注文を守ることで許可されたとのこと[47]。
- ハリウッドザコシショウは『あらびき団』にてアシュラマンのコスプレ（旧アニメ版の体色）で漫談を行う「アシュラマン漫談」を行なっていたが、2024年のアニメ『キン肉マン 完璧超人始祖編』放送開始前週の「キン肉マン アニメ放送開始直前SP〜来週からのキン肉マンはこれでバッチリ!心配とへのつっぱりはいらんですよ!〜」にもアシュラマン姿で出演した[48]。